# 10932 Rebentrost
10932 Rebentrost è un asteroide della fascia principale. Scoperto nel 1998, presenta un'orbita caratterizzata da un semiasse maggiore pari a 2,4318700 UA e da un'eccentricità di 0,1607924, inclinata di 12,68199° rispetto all'eclittica.